# Prachatice (nádraží)
Prachatice jsou železniční stanice ve stejnojmenném městě v Jihočeském kraji na jihozápadě České republiky. Je tudy vedena železniční Číčenice – Nové Údolí. Prachatická stanice má staniční budovou nacházející se na severozápadní straně kolejiště se třemi dopravními kolejemi. Na její protilehlé straně je situovaná zastávka autobusů pojmenovaná „Prachatice, železniční stanice“. Ke stanici nevede žádná značená turistická trasa, jen po východní straně od kolejiště je ulicí Žernovickou trasována cyklotrasa číslo 1145.

## Historie
Slavnostní otevření stanice se uskutečnilo 14. října 1893 příjezdem prvního vlaku z Vodňan. Po dobu šesti let, než byla trať prodloužena do Volar, sloužila jako koncové nádraží. Později zde měla sídlo i Správa železničního provozu, která odsud koordinovala provoz železničních tratí v oblasti Šumavy.

## Galerie

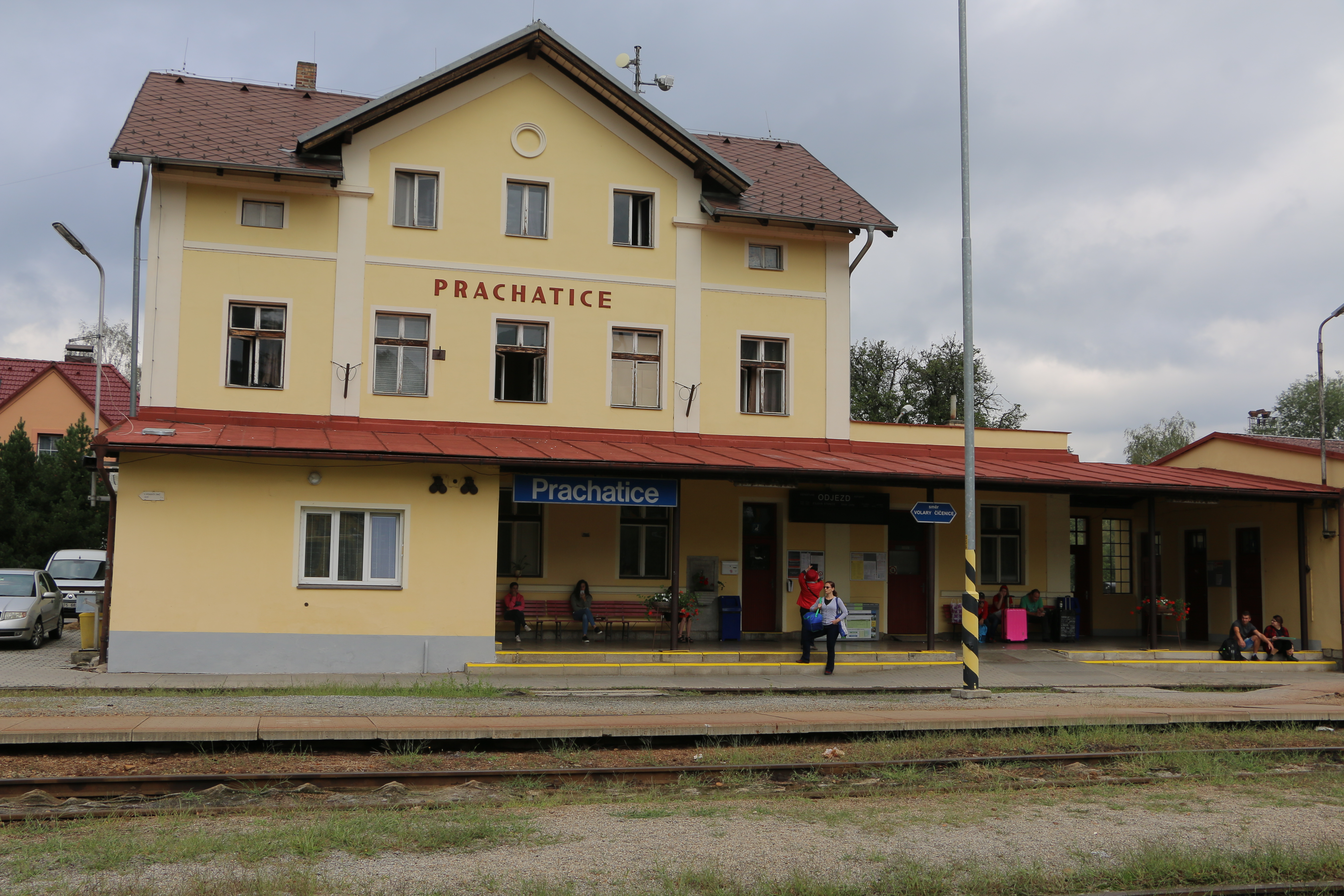
Nádražní budova
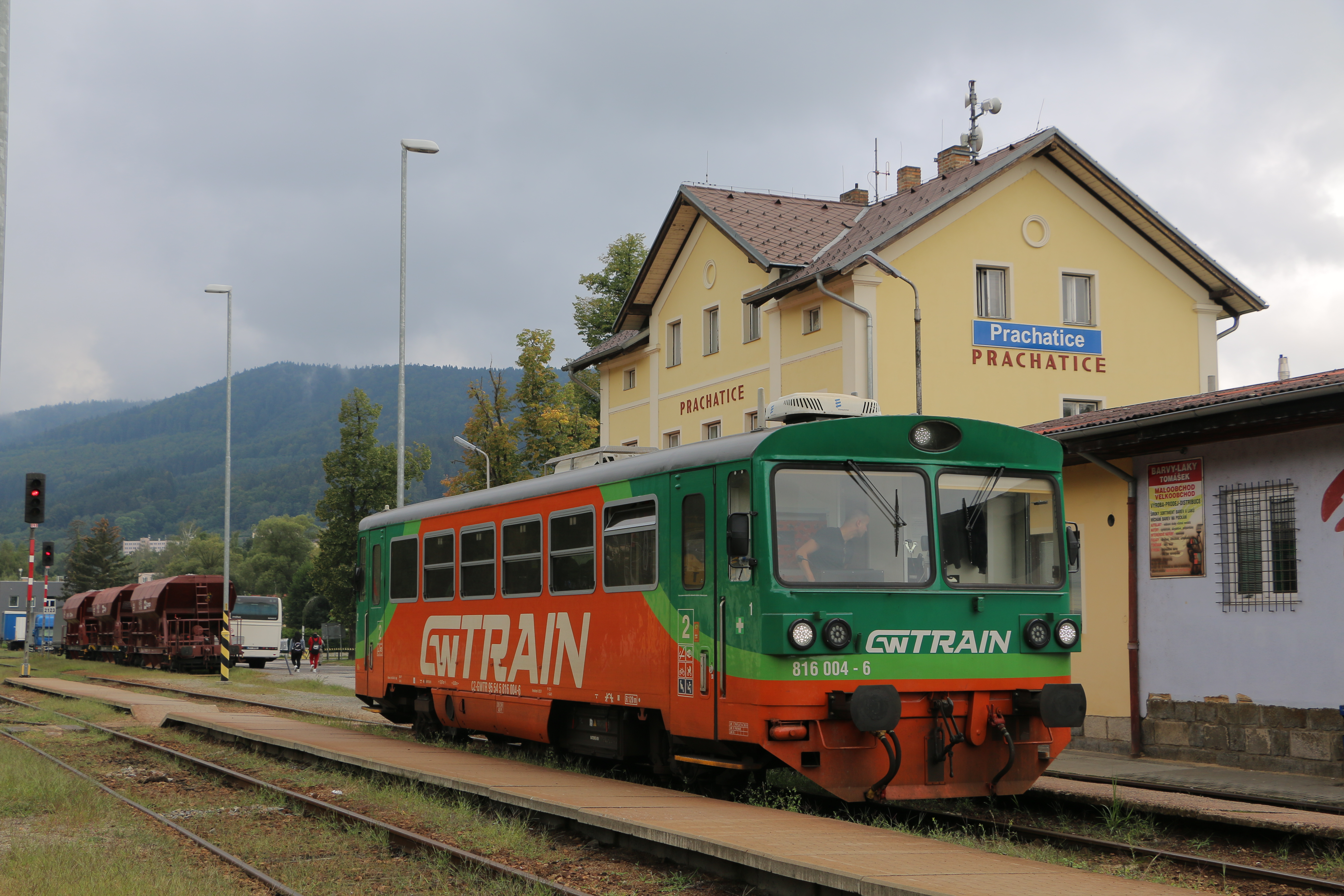
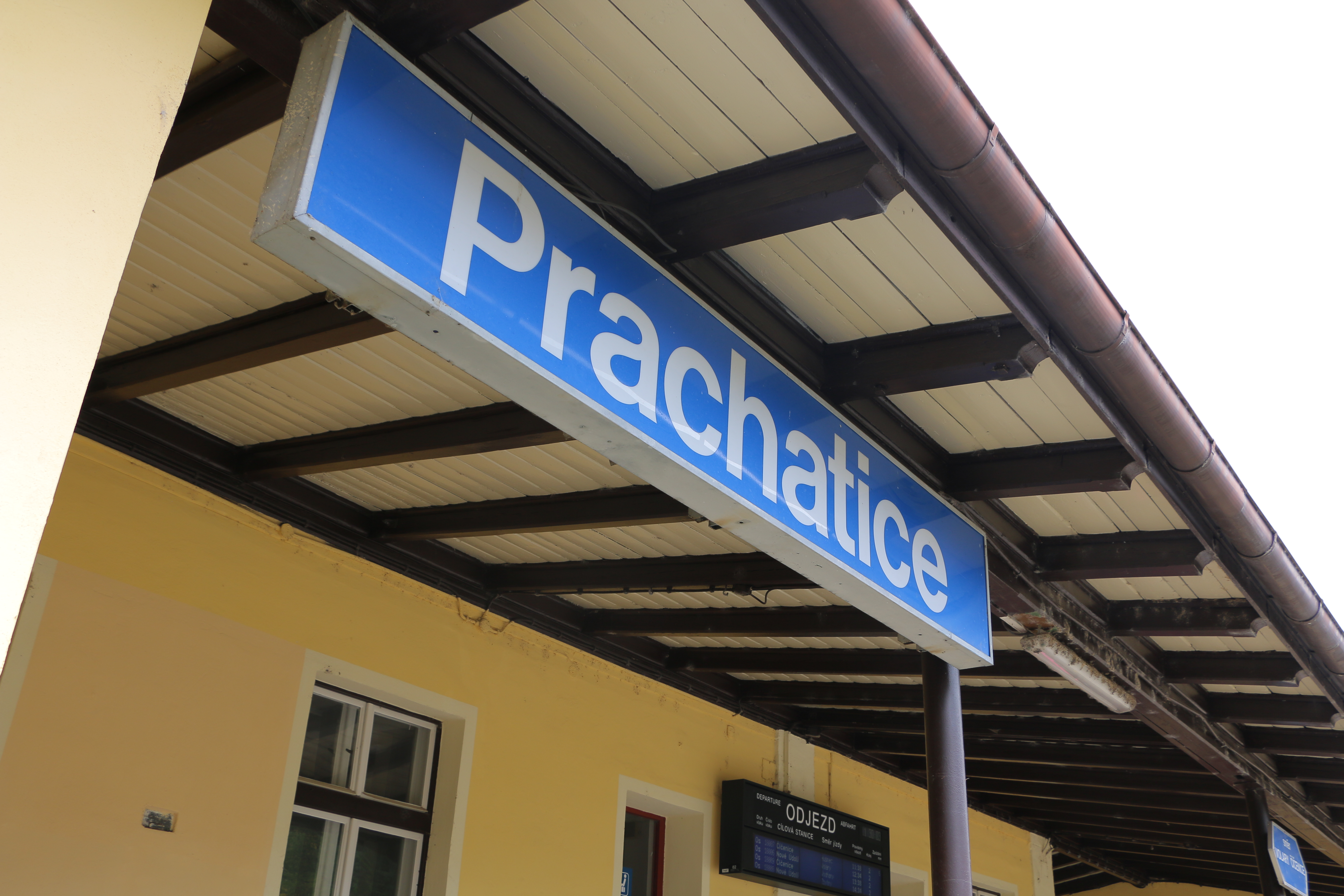
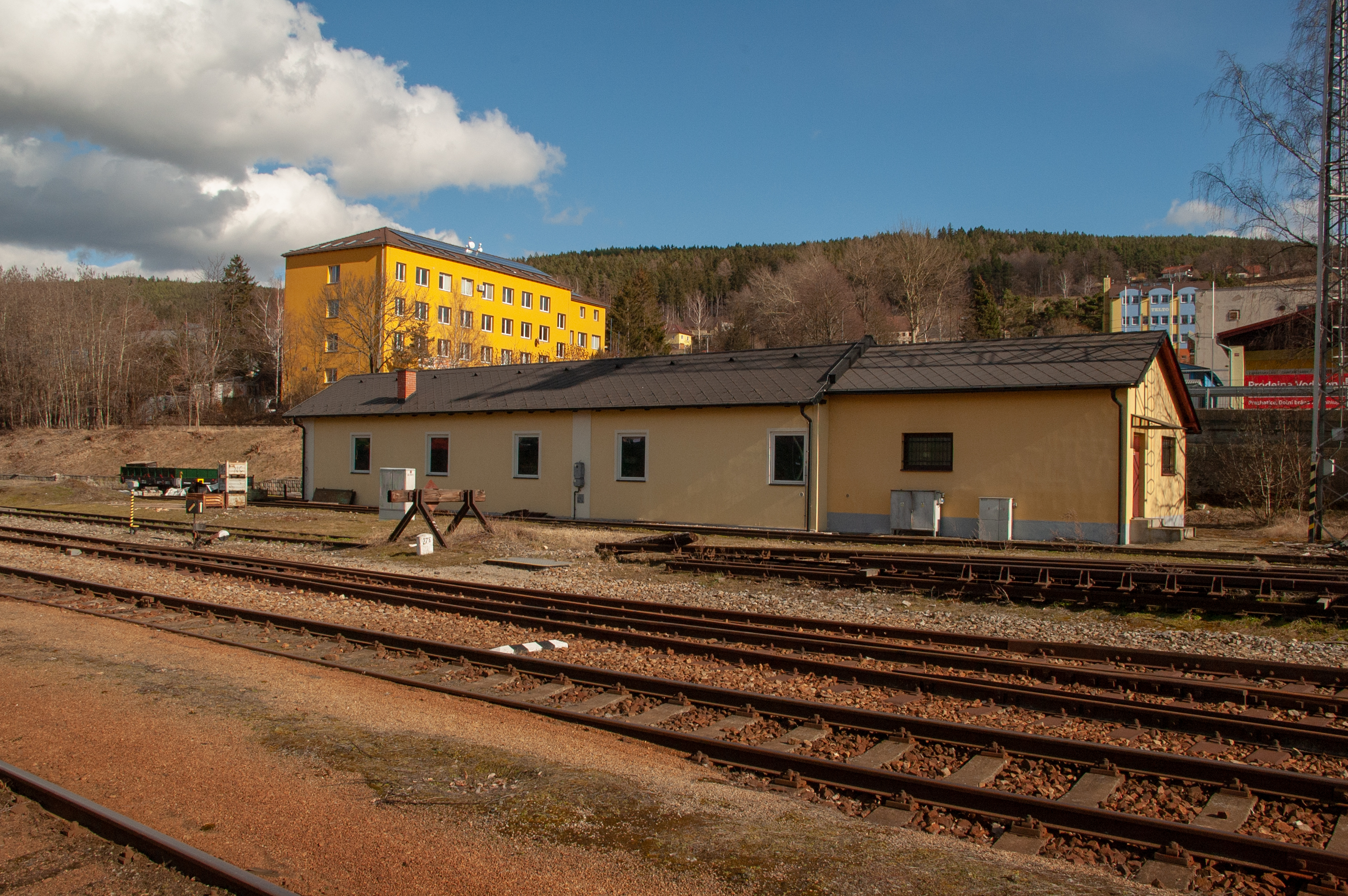
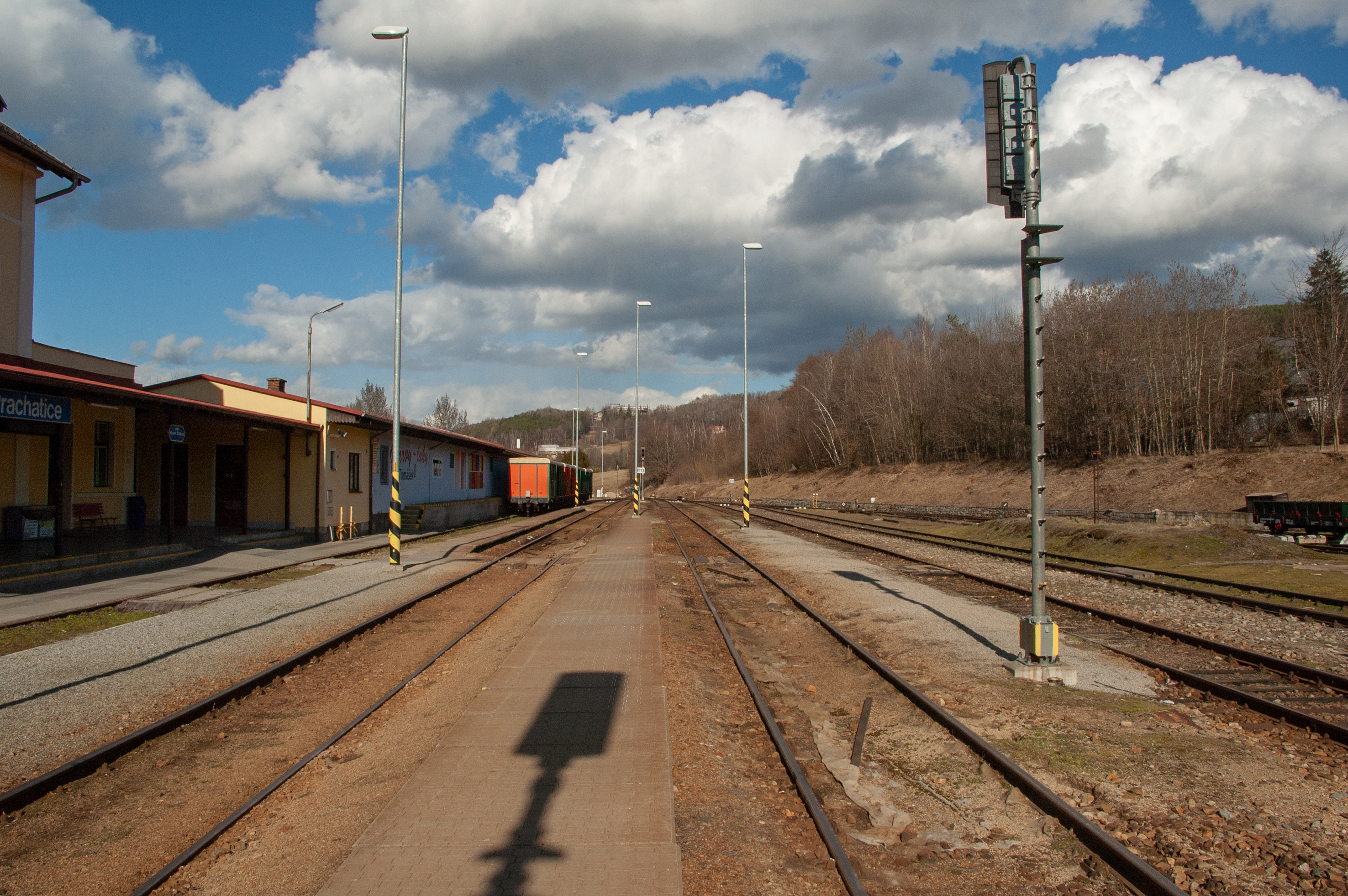